# Crawford megye (Georgia)
Crawford megye az Amerikai Egyesült Államokban, azon belül Georgia államban található. Megyeszékhelye Knoxville, legnagyobb városa Roberta. Lakosainak száma 12 130 fő (2020. április 1.). Crawford megye Monroe, Bibb, Peach, Taylor és Upson megyékkel határos.

## Népesség
A megye népességének változása:
| Lakosok száma | 12 589 | 12 614 | 12 618 | 12 504 | 12 388 | 12 130 |
|               | 2010   | 2011   | 2012   | 2013   | 2015   | 2020   |